# Le Locle
La Locle je glavni grad distrikta La Locle u kantonu Neuchâtel, na sjeverozapadu Švicarske, nekoliko kilometara od Francuske. 
Grad se nalazi na Jurskom gorju, na 1000 metara nadmorske visine, i treći je najmanji grad po veličini u Švicarskoj, s većinskim stanovništvom koje govori francuski jezik. Gradovi La Chaux-de-Fonds i Le Locle su 2009. godine upisani na UNESCO-ov popis mjesta svjetske baštine u Europi kao "izvanredan primjer gradova koji su svoju industriju temeljili na proizvodnji satova, te su urbanizirani prema načelima urarske racionalne organizacije".

## Znamenitosti
U ovom gradu su nastale brojne tvrtke koje su proizvodile satove i koje su unaprijedile njihovu proizvodnju, izumom mikrotehnologije, ali i izvoz satova. Urbanistički plan La Loclea, s početka 19. stoljeća, je utjelovio načela urarskog ceha grada koja počivaju na racionalizaciji i preciznosti. Takav plan je omogućio prirodan prijelaz iz manufakturne u industrijsku proizvodnju u 19. stoljeću. To je izvanredan primjer jednoindustrijskog manufakturnog grada koji je još uvijek živ i aktivan. Najpoznatije tvrtke iz Le Loclea su Terrasse Watch Co., Tissot, Ulysse Nardin i Zenith. 
U La Locleu se nalazi Internacionalni muzej proizvodnje satova (Musée International d'Horlogerie), u zgradi iz 19. stoljeća Château des Monts na vrhu sjevernog brda.
Obnovljeni povijesni podzemne vodenice (mlinice, preše za ulje i pilane) se nalaze oko 1 km zapadno od središta grada,, kod prijevoja Col des Roches.

## Galerija slika
- Katolička crkva
- Dvorac Monts, danas Međunarodni muzej horologije
- Vila Favre-Jacot
- Hotel Le Trois Rois
- Podzemni mlinovi
- Ulaz u tunel ispod prijevoja Col des Roches

## Gradovi prijatelji
Le Locle ima ugovore o partnerstvu sa sljedećim gradovima:
- Sidmouth, Ujedinjeno Kraljevstvo
- Gérardmer, Francuska

## Vanjske poveznice
- La Locle, službena stranica grada (fr.)(tal.)(engl.)
- Svjetski dan urarstva, 7. studenog 2009., u La Locleu  Arhivirana inačica izvorne stranice od 14. rujna 2009. (Wayback Machine) (engl.)
- La Chaux-de-Fonds / Le Locle: Galerija fotografija  Arhivirana inačica izvorne stranice od 28. rujna 2012. (Wayback Machine)